# 沙米拉姆

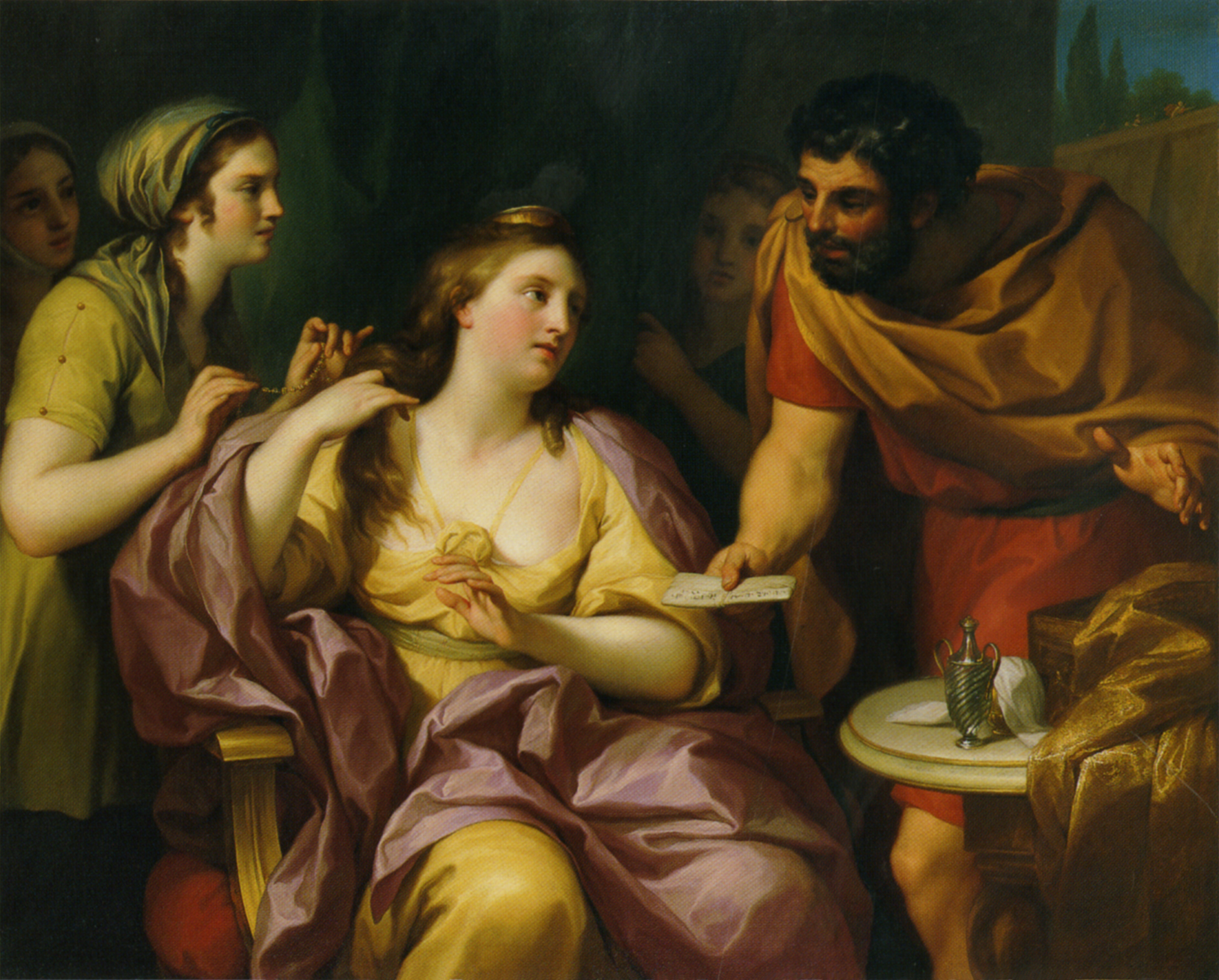
“<塞弥拉弥斯接到巴比伦发生叛乱的消息”,1756年安东·拉斐尔·门斯绘制

在古希腊神话中，塞弥拉弥斯（Semiramis）或沙米拉姆（Shamiram）是尼诺斯（Ninus）国王的传奇王后，成功地接替了他的亚述王位。
她的传说主要源自西西里的狄奧多羅斯、查士丁和尼多斯人克特西亚斯关于她与尼诺斯国王的关系及她亚述女王神话的描述，但在亚述国王名单中并未得到证实。
在西亚和小亚细亚很多已被遗忘或不知出处的古迹上，都用到了塞弥拉弥斯这个名字。古幼发拉底河或伊朗的每一项巨大工程最终似乎都归结到她，甚至是大流士的贝希斯敦铭文。希罗多德曾认定是她兴建了幼发拉底河围堤，并且知道她的名字作为巴比伦大门的界标。然而，希罗多德也强调，巴比伦空中花园是在塞彌拉彌斯结束统治之后很长一段时间后建成的，而不是在她统治期间内。
塞彌拉彌斯的名字流传在亚述各地和整个美索不达米亚、米底亞、波斯、黎凡特（Levant）、小亚细亚、阿拉伯半岛和高加索，只是稍有变化，甚至在中世纪，凡城的旧名就叫“沙米拉玛克尔特”（亚美尼亚语意思是塞彌拉彌斯建造）。
历史上真实人物-薩穆-拉瑪特（Shammuramat，阿卡德语和阿拉姆语名字），是公元前九世纪亚述国萨姆什-阿达德五世（公元前824年-公元前811年在位）的王后，亚述女王和新亚述帝国的统治者，摄政四年直到她的儿子阿达德-尼拉里三世成年。
现今伊拉克本土亚述人、叙利亚东北、土耳其东南及伊朗西北地区仍将“塞弥拉弥斯”用作女孩的名字。

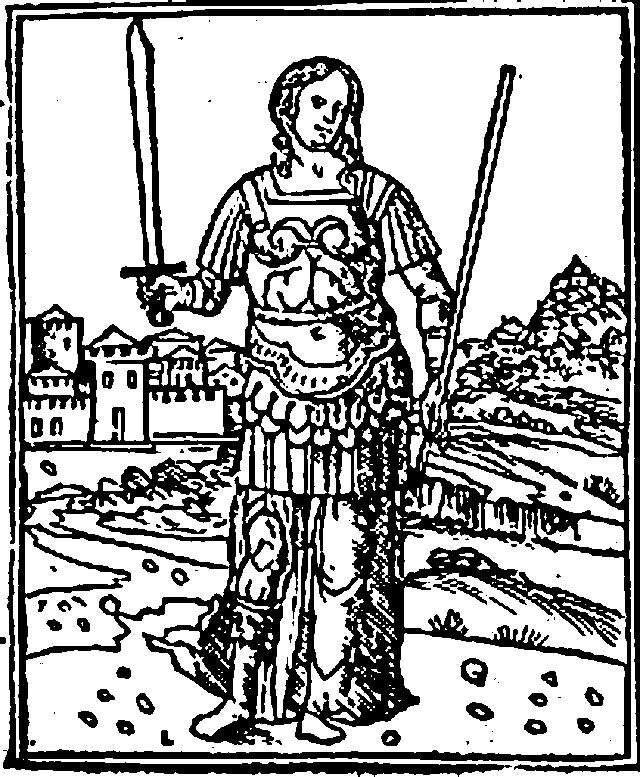
在这幅十八世纪意大利插图中，塞弥拉弥斯被描绘成一位武装的阿玛宗女战士。

## 狄奥多罗斯·西库路斯的传记

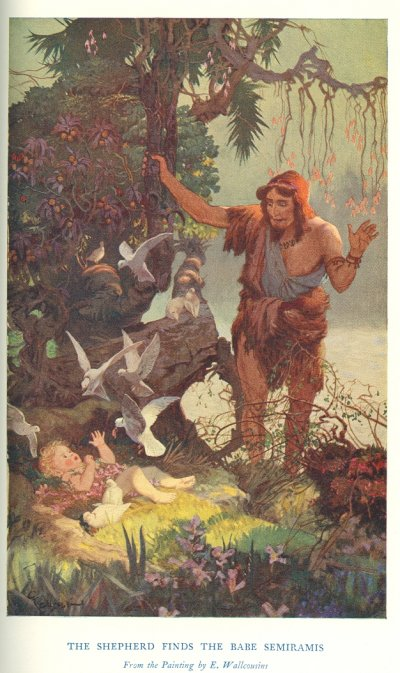
牧羊人发现了婴儿塞弥拉弥斯，欧内斯特·沃尔考辛斯画（1915年）。

传说她是女神德爾克托（Derketo）的女儿。女神在叙利亚的亞實基倫（Ascalon）受到崇拜，传说她住在这座城附近的湖里。得耳刻托是位有女人脸，鱼形身的女神。爱与美之神阿佛洛狄忒使她疯狂地爱上了叙利亚青年坎斯特洛斯。得耳刻托为他生了一个女儿，由于感到羞愧，所以孩子一出生得耳刻托就把她遗弃了，同时也抛弃了丈夫，自己躲到湖底。结果一群鸽子奇迹般地喂养了这个女婴，它们从邻居牧人家里窃取乳汁喂养她，后来又偷来奶油或奶酪喂她。牧人最终发现了这个容貌出众的女孩，把她带到头人那里，头人给她起名为塞弥拉弥斯（叙利亚语意思是“鸽子养大的”）。
塞弥拉弥斯那时还是个小姑娘，尼诺斯国王的谋士翁涅斯（Onnes）前来查看羊群，在牧人的头人家里看见了她，一下子就被她那如花似玉的容貌所迷住，于是把她带回尼涅威赫同她结婚。
那时尼诺斯国王统治着巴比伦，他召集军队征战大夏。虽然初战受挫，但尼诺斯国王后来还是以绝对优势的军队征服了这个国家，只有巴克特拉（Bactra）还继续顽抗。塞弥拉弥斯的丈夫翁涅斯也随军参战，他非常想念妻子，就派人把她接到前线来。来到后，她注意到围攻正对着平原，这是久攻不下的主要原因。而进攻者和保卫者都忽视了城堡。于是她率领一队人马爬过的峭崖，从侧翼包抄了守城之敌，正在负隅顽抗的士兵都被这突然出现的军队吓昏了，好投降。尼诺斯国王对塞弥拉弥斯足智多谋和英勇顽强的精神佩服的五体投地，不久又被她的美丽所倾倒，这一切促使他要娶塞弥拉弥斯。他向翁涅斯建议。翁涅斯一口回绝，于是国王威胁要挖掉他的眼睛。在绝望中，翁涅斯自缢身亡。
尼诺斯国王与塞弥拉弥斯结婚，她为他生子尼倪阿斯（Ninyas）。后来尼诺斯国王在征服亚洲，包括巴克特里亚（Bactrians）的过程中，受到了致命的箭伤，塞弥拉弥斯伪装成她的儿子并成功掌管了军队，因为他们认为所有命令均来自于他们的新领袖。尼诺斯死后，塞弥拉弥斯继承了王位，她以大规模的修建来开始她的统治。在欧佛拉特斯平原，尼涅威赫人为尼诺斯修建了雄伟的陵墓。随后她决定在巴比伦平原为自己建造一座城池，方圆66公里，城墙宽达百米，上面可以行驶六匹马拉的四轮马车。这座城有250个城堡。她建造了举世闻名的空中花园。实际上，这个空中花园是巴比伦国王尼布甲尼撒于公元前6世纪为他的妻子米太公主而建造的。塞弥拉弥斯还在幼发拉底河岸上建造了许多著名的建筑物和城市。后来她又率军进军米底亞。途中，她在巴基斯坦山对面修建了一个巨大的花园，在稍远的地方建成一个公园。她继续她的远征，沿途留下许多各式各样的建筑物和艺术品。她以这种方式走遍整个亚细亚，征服了这一带所有的国家。之后她前往埃及，求阿蒙神示，她问神将在何时死去。神示降谕，当她的儿子尼倪阿斯密谋反对她时，她的末日也就到了。之后她又征服了埃塞俄比亚。她感到很疲劳，所以返回巴克特拉。但那时她一直计划征讨印度，并花费了几年时间作准备，曾让工匠制作了一支假的大象军队，让印度人误以为她获得了真的大象。他们成功地穿过印得斯（Indus）河流，但她自己在敌军的反击中受了伤，她的军队再次撤回到印德斯河西岸。
后来不久，她儿子尼倪阿斯同宫中其他人密谋推翻她。她第二次去求神示，当得到同样的答复后，塞弥拉弥斯把王位交给了年轻人，之后她就消失不见了，变成了一只鸽子飞到天上去了。

## 其他来源
她也被认为是贞操带的发明者。史学家阿米安·马塞林（Ammianus Marcellinus）相信，她第一个将男人阉割为太监：“塞彌拉彌斯，是第一个阉割年青男青年的古代女王”（Lib. XIV）。
据希斯录的《两个巴比伦人》（1853年），她的儿子琐罗亚斯德（Zoroaster ）杀了她。这可能源于伊丝塔和吉尔伽美什的传说。
在班比昔（曼比杰）的海拉波里斯（Hierapolis Bambyce ）大圣庙中所发现的鱼和鸽子的联合，据传说，就是由塞彌拉彌斯创建的，在那里有一尊她头戴金鸽的雕像。

## 亚美尼亚的传说

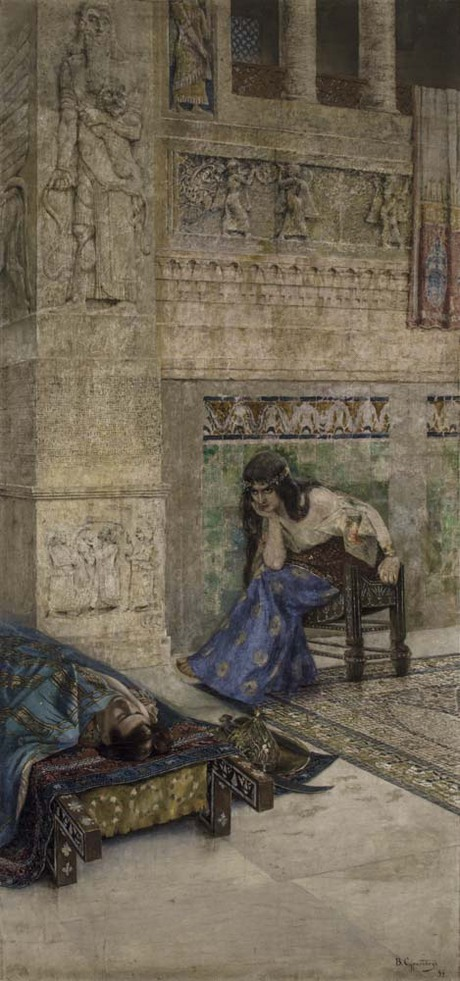
沙米拉姆盯着美男子阿拉的遗体。

亚美尼亚传说描绘她是一个败家者和妓女。这些事实是通过部分观察她在大地上的诞生及消失来解释的。据说，塞弥拉弥斯是鱼女神阿塔耳伽提斯（Atargatis）的女儿，她自己则与伊丝塔或阿斯塔尔塔的鸽子存在着关系。
在亚美尼亚流传最广的，是有关塞弥拉弥斯和亚美尼亚国王-美男子阿拉的传说。20世纪，诗人那依瑞·扎里安（Nairi Zarian）重述的《美男子阿拉与沙米拉姆》的故事，被认为是亚美尼亚文学戏剧的杰作。
据传说，塞弥拉弥斯爱慕美男子-亚美尼亚国王阿拉·格赫齐克（Ara Gekhetsik），希望他能成为自己的后夫，但遭到拒绝。她恼羞成怒，召集亚述军队，决定发动战争来征服亚美尼亚。
在可能发生于亞拉拉特山谷（Ararat valley）的战斗中，阿拉被杀。为了避免继续与亚美尼亚人作战，被誉为女巫的塞弥拉弥斯，拿走了阿拉的遗体，祈求神灵能使阿拉起死里回生。当时亚美尼亚人极力要为他们的领袖报仇。于是，她假装是阿拉的情人，并散布谣言说神已将阿拉复生，才结束了这场战争。
尽管存在很多不同版本的传说，但他们都一致认为阿拉一去再也不能回返。

## 历史人物
与塞彌拉彌斯在希腊历史神话中的功绩一样清晰，历史上的亚述女王薩穆-拉瑪特，亚述国王沙姆什·阿达德五世（Shamshi-Adad V）的妻子，是肯定存在的。在她丈夫去世后，从公元前810年-公元前806年间曾担任过她儿子-阿达德尼拉里三世（Adad-nirari III）的摄政王。
经薩穆-拉瑪特短暂控制的新亚述帝国，在150年后，其疆土范围从高加索山北部延伸至阿拉伯半岛南部，从伊朗西部东扩至塞浦路斯西部。

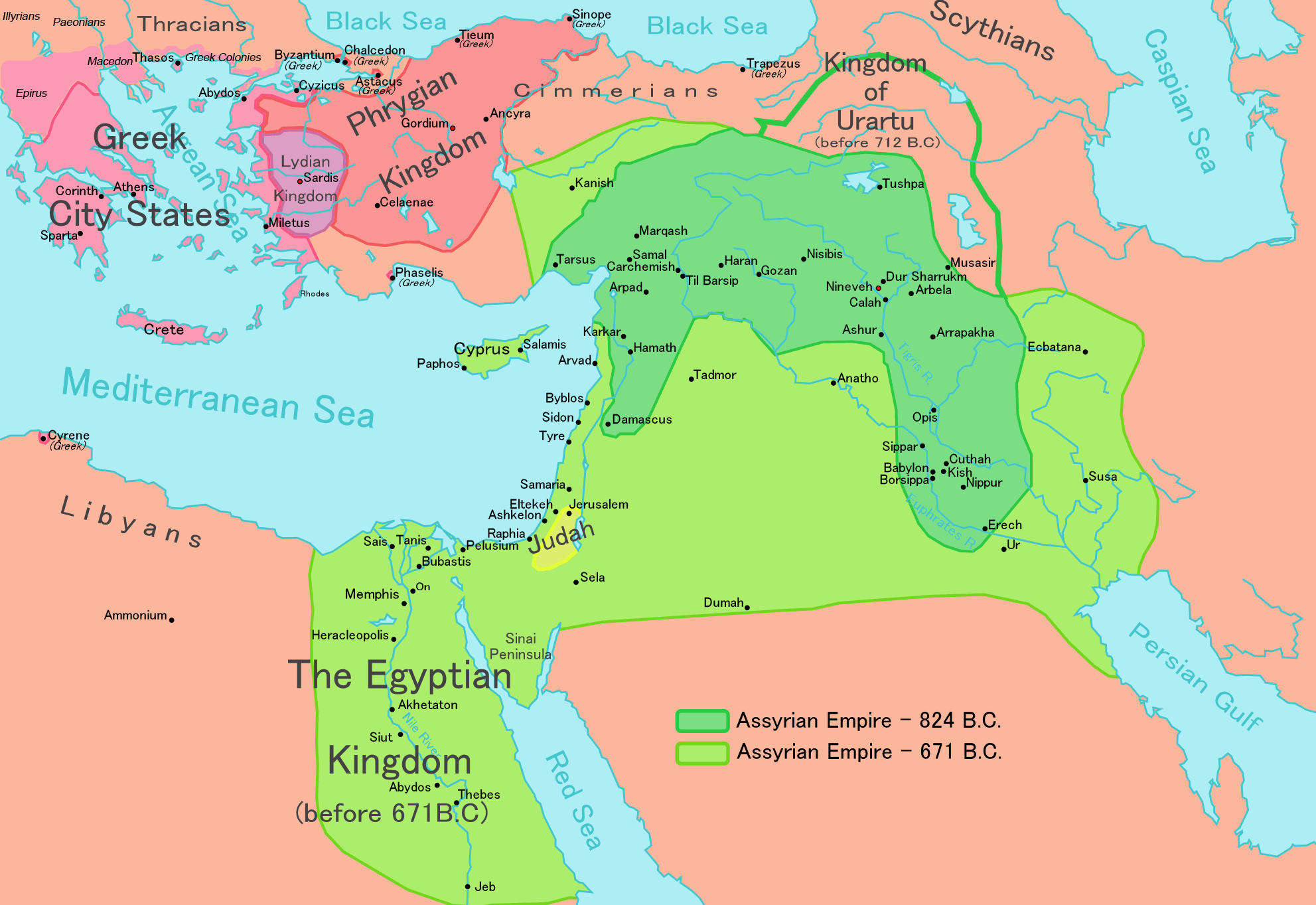
公元前824年亚述控制的地区（深绿色部分）

虽然在薩穆-拉瑪特时代，亚述仅统治了邻近的美索不达米亚、叙利亚、小亚细亚和伊朗的部分地区。
据乔治·洛克斯（Georges Roux）推测，后来的希腊和印度-波斯语系人（波斯人与米底人）风格的塞弥拉弥斯神话，就是源于她曾对他们发动的征战及女人统治这样一个帝国的新奇事。有些学者认同可能存在多位名字叫塞彌拉彌斯的人物。

## 希斯录的女神论
新教牧师亚历山大·希斯录在《两个巴比伦》（1853年）中声称塞彌拉彌斯是古代美索不达米亚一位创建了多神教和女神崇拜的真实存在的人。
希斯录认为塞彌拉彌斯是圣经中巴别塔的建造者-宁录的配偶，虽然圣经对她的记述有所不足。
据希斯录讲，塞彌拉彌斯极力宣扬多神教来消除臣民原有对上帝创世说的信仰。她将自己神化为伊丝塔，儿子是吉尔伽美什，并对她宫廷中的朝臣及当时已去世的丈夫都进行了神化。
为了支持他的说法，希斯录谈到塞彌拉彌斯所提出的鸽子传说。他参考了教会安特-奈西亚教父（Ante-Nicene Fathers）著作中的论断：这些故事始于塞弥拉弥斯发明的宣传及流言，为的是让她的臣民认可她的天堂女王地位并将她的孩子视为神灵。
希斯录相信塞彌拉彌斯的孩子是阿卡德神塔木兹，一个不断生死交替的草木之神。
他认为，所有宗教的对偶神，例如伊希斯/奥西里斯，阿佛罗狄忒/丘比特等，都是塞彌拉彌斯和坦木兹故事的翻版，并认为此后也被应用到天主教的玛丽亚/耶稣身上，尽管基督教并不认同玛丽亚是圣父、圣子和圣灵之外的另一位特殊的神。根据希斯录书中的观点，塞彌拉彌斯后来发展成为了圣母玛利亚。根据希斯录书中的论点。他认为罗马天主教其实属于异教。
希斯录抓住文中引用的“女人的种子”奥西里斯（Osiris）和俄里翁（Orion）作为其论点的证据。他声称，他那个时代所有有关塞彌拉彌斯的传说，都是歪曲的历史。
在今天，希斯录观点仍被一些原教旨主义基督徒通过杰克·奇克短论 、漫画及相关媒体等形式散布。
然而，拉尔夫·伍德罗（Ralph Woodrow）认为，亚历山大·希斯录是一位从各种不同文化且互不相关的神话中“摘录、挑选和混杂”东西的蹩脚研究者。
作者及阴谋论理论家大卫·艾克（David Icke）在他编写的《最大的秘密》一书中，也采用了希斯录有关塞彌拉彌斯的论点，声称塞弥拉弥斯在爬虫类外星人秘密控制人类的阴谋中起了关键的作用。

## 记录
1. ↑  "塞米拉米斯只是一个希腊发明的传说" observes Robin Lane Fox （Fox,旅行于荷马的英雄时代, 2008:176）
2. ↑  查看斯特拉博 xvi. I. 2
3. ↑  狄奥多罗斯·西库路斯 ii. 3
4. ↑  i. 184
5. ↑  iii. 155
6. 1 2  . .   [2013-01-04]. （原始内容存档于2014-10-10）.
7. ↑  《世古希腊罗马神话鉴赏辞典》,"塞弥拉弥斯（塞米拉米达）",第424页,吉林人民出版社,2005年12月.
8. ↑  卢西恩, De dea Syria, 14
9. ↑  卢西恩, De dea Syria, 33, 39
10. ↑  《世界神话辞典》,"阿塔耳伽提斯",第513页,辽宁人民出版社,1989年.
11. ↑  《世界神话辞典》,"阿斯塔尔塔",第478页,辽宁人民出版社,1989年.
12. ↑  . ArmenianHistory.info.   [2013-01-04]. （原始内容存档于2013-12-14）.
13. ↑  乔治·洛克斯 - 古伊拉克
14. ↑  亚历山大·希斯录. 《两个巴比伦》 （页面存档备份，存于）. 检索 2013-01-04.
15. ↑  Man in Black ©2003 by Jack T. Chick LLC 的存檔，存档日期2014-07-23.
16. ↑  拉尔夫·伍德罗,最大的秘密: 一个蹩脚的研究方式案例", 基督教研究杂志 第 22 卷, number 2 （2000） of the  （Article DC187）
17. ↑  大卫·艾克, 《最大的秘密》, 52-54

### 首要来源
- Paulinus Minorita, 汇编
- Eusebius, 《纪年史》 20.13-17, 19-26
- Orosius, Historiae adversus paganos i.4, ii.2.5, 6.7
- Justinus, Epitome Historiarum philippicarum Pompei Trogi i.2
- Valerius Maximus, Factorum et dictorum memorabilium libri ix.3, ext 4

### 次要来源
- 本条目包含来自公有领域出版物的文本: Chisholm, Hugh (编).  (第11版). London: Cambridge University Press. 1911.